# A Day at the Races (Album)
A Day at the Races ist das 1976 erschienene fünfte Studioalbum der britischen Rockgruppe Queen. Benannt wurde es nach dem gleichnamigen Marx-Brothers-Film.

## Das Album
Die beiden Alben A Night at the Opera (der Vorgänger des beschriebenen Albums) und das am 10. Dezember 1976 erschienene A Day at the Races können als Schwesterwerke betrachtet werden. Beide Titel beziehen sich auf Filmtitel der Marx-Brothers, die Gestaltung der beiden Plattenhüllen ist komplementär: das erste weiß (steht für „Tag“, obwohl es doch das „Nachtalbum“ ist), das zweite schwarz („Nacht“ – ist das „Tagesalbum“), bei beiden erscheint als Titelbild das Queen-Logo. Auch in der Auswahl der Musik-Stile lassen sich Parallelen feststellen.
Die bekanntesten Stücke sind Somebody to Love und Tie Your Mother Down. Somebody to Love ist eine Rockballade, in welcher Freddie Mercury, Brian May und Roger Taylor ihre Stimmen zu einem 100-stimmigen Gospel-Chor vervielfachten. Treu ihrem „guitar-driven“ Stil wurde es von Brian Mays virtuoser Harmonie geprägt und kam auf Platz 11 in den US-Charts und auf Platz 2 in Großbritannien. Tie Your Mother Down ist ein typischer Queen-Hard-Rock-Titel. Der auf dem Album enthaltene Titel The Millionaire Waltz ist der einzige ausdrückliche Walzer der Gruppe. Das Lied enthält jedoch auch 4/4-Takte in den Rocksequenzen. Es gibt in Queens Gesamtwerk eine Anzahl weiterer Stücke im 3/4-Takt, die nicht als Walzer gekennzeichnet sind.
Mit Teo Torriatte (Let Us Cling Together) huldigte Brian May den japanischen Queen-Fans. Das Lied enthält als Abschluss eine aufsteigende Shepard-Skala.
Als Zeichen ihres Humors gilt die „Besetzungsliste“ des Albums: Freddie Mercury als „choir meister“ und mit „tantrums“ (‚Koller‘, ‚Wutanfälle‘), Brian May („leader of the orchestra“) als Orchesterleiter und Roger Taylor mit „pandemonium“ (‚Tumult‘). John Deacon spielte akustische Gitarre in You and I und bei Good Old-Fashioned Lover Boy ergänzte Toningenieur Mike Stone den Hintergrundgesang.
Die Aufnahmen für das Album fanden von Juli bis November 1976 statt. A Day at the Races erreichte Platz 1 der britischen Charts.

## Besonderheiten
Als Besonderheit zeigt das Label auf der B-Seite nur das auch auf dem Cover befindliche Wappen, die A-Seite enthält die komplette Titelliste.
Ein Teil der in Deutschland gepressten Auflage gelangte als Fehlpressung in den Handel. Bei diesen Exemplaren befindet sich auf der B-Seite der dritte und vierte Satz der 7. Sinfonie Ludwig van Beethovens, gespielt vom London Symphony Orchestra unter der Leitung von André Previn.

## Titelliste
Seite 1:
1. Tie Your Mother Down (May) – 4:47
2. You Take My Breath Away (Mercury) – 5:08
3. Long Away (May) – 3:33
4. The Millionaire Waltz (Mercury) – 4:54
5. You and I (Deacon) – 3:25

Seite 2:
1. Somebody to Love (Mercury) – 4:56
2. White Man (May) – 4:59
3. Good Old-Fashioned Lover Boy (Mercury) – 2:54
4. Drowse (Taylor) – 3:45
5. Teo Torriatte (Let Us Cling Together) (May) – 5:57

## Chartplatzierungen

### Album
A Day at the Races erreichte in den Charts folgende Platzierungen:
- #1 – Großbritannien (Gold).
- #5 – USA (Gold (Elektra), Platin (Hollywood Records)).
- #8 – Österreich
- #10 – Deutschland (Gold)

### Singles
- Somebody to Love (November 1976) – #1: Niederlande; #2: Großbritannien; #6: Kanada; #10: Italien; #13: #19: Dänemark; USA; #21: Deutschland; #22: Australien; #51: Japan.
- Tie Your Mother Down (März 1977) – #14: Niederlande; #31: Großbritannien; #49: USA.
- First E.P. (Mai 1977) – #17: Großbritannien.
- Long Away (1977) – keine Platzierung, wurde nur in Nordamerika, Neuseeland und Thailand veröffentlicht.
- Teo Toriatte (Let Us Cling Together) (1977) – #49: Japan (nur in Japan erschienen).